# 12209 Jennalynn
12209 Jennalynn è un asteroide della fascia principale. Scoperto nel 1981, presenta un'orbita caratterizzata da un semiasse maggiore pari a 2,5468124 au e da un'eccentricità di 0,1231449, inclinata di 15,16072° rispetto all'eclittica.